# Midhurst

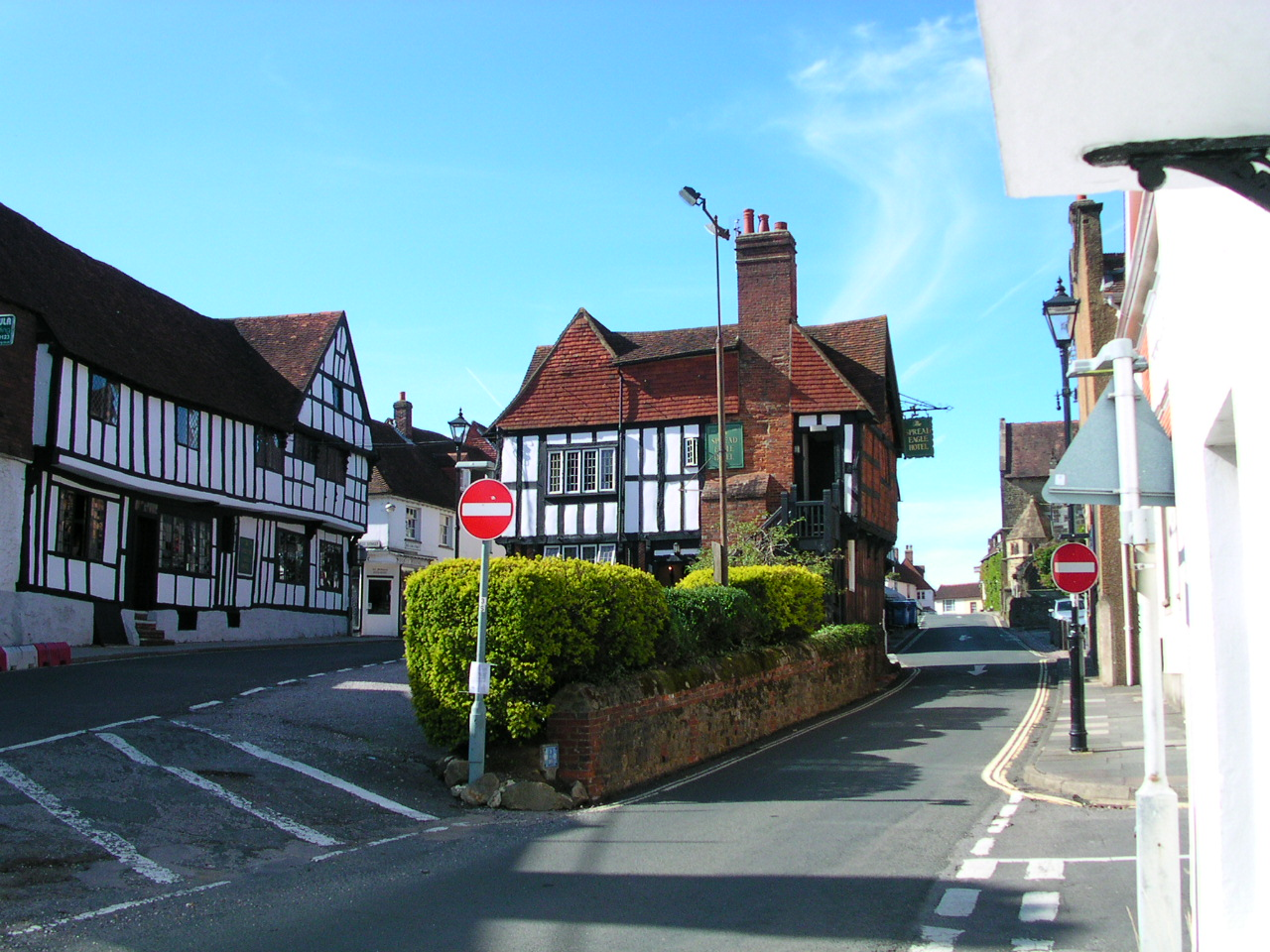
Ulica w Midhurst

Midhurst – miasto w Wielkiej Brytanii, w Anglii, w regionie South East England, w hrabstwie West Sussex. W 2001 r. miasto to zamieszkiwało 4 889 osób.